# 布羅卡猜想
布羅卡猜想（Brocard's conjecture）指在{\displaystyle p_{n}^{2}}和{\displaystyle p_{n+1}^{2}}之間，至少有四個質數，其中{\displaystyle p_{n}}指第{\displaystyle n}個質數。该猜想以法国数学家亨利·布罗卡的名字命名。人们普遍认为，这个猜想是正确的。然而截至2021年，這個猜想仍未得到证实。